# Filk

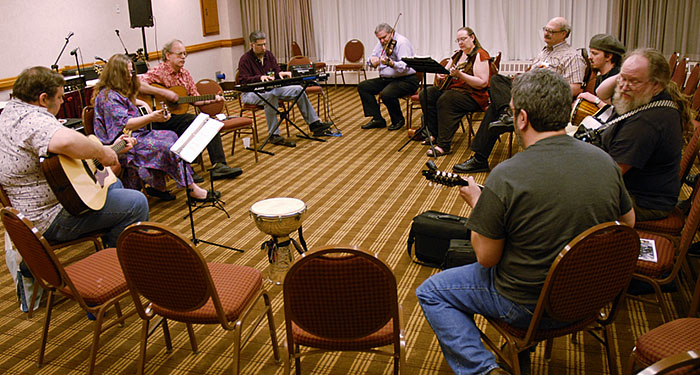
Grup de „filk”

Muzica filk este o cultură muzicală, un gen și o comunitate legată de fandomul science fiction, de fantezie și de groază și un tip de muncă a fanilor. Genul a fost activ de la începutul anilor 1950 și a început să aibă un rol important începând cu mijlocul anilor 1970.
Termenul „filk” (inițial o eroare tipografică) este anterior anului 1955.
Filk a fost definit ca ceea ce este cântat sau interpretat de grupul de oameni care s-au adunat inițial pentru a cânta la convențiile science fiction sau fantasy.

## Exemple
- "Banned from Argo" (1977) de Leslie Fish

## Legături externe
- rec.music.filk FAQ
- Debbie Ohi's Filk FAQ Arhivat în 26 ianuarie 2021, la Wayback Machine.
- Filk pe Curlie
- List of upcoming Filk-Conventions
- Filk Book Index
- Filk Database
- UK Filk Music Database
- Filk Discography by Justin W. Eiler
- Tomorrow's Songs Today—A filk history book written by Gary McGath, released January 2015